# یومه‌جی تسوکیوکا
یومه‌جی تسوکیوکا (انگلیسی: Yumeji Tsukioka; ۱۴ اکتبر ۱۹۲۲ – ۳ مهٔ ۲۰۱۷) بازیگر اهل ژاپن بود.
از فیلم‌ها یا برنامه‌های تلویزیونی که وی در آن نقش داشته‌است می‌توان به اوخر بهار، بیست و چهار چشم، و هیروشیما اشاره کرد.